# 奧塞布爾 (密歇根州)
奧塞布爾（英語：Au Sable）是位於美國密歇根州艾奧斯科縣奧塞布爾鎮區的一個普查規定居民點。

## 人口
根據2020年美國人口普查的數據，奧塞布爾的面積為5.52平方千米，當中陸地面積為5.44平方千米，而水域面積為0.08平方千米。當地共有人口1453人，而人口密度為每平方千米263.22人。